# Frio Peak
Der Frio Peak ist 2606 m hoher Berg im ostantarktischen Viktorialand. In der Royal Society Range ragt er 2,5 km östlich des Salient Peak.
Die Benennung erfolgte auf Vorschlag des neuseeländischen Geologen Ken Brodie und leitet sich von englisch frío für „kalt“ ab. Damit wollte er an die eisigen Winde erinnern, auf die er bei seinen Arbeiten in diesem Gebiet zwischen 1979 und 1980 im Rahmen des New Zealand Antarctic Research Programme traf.